# Santa Fe Opera
The Santa Fe Opera (SFO) è una compagnia Americana d'opera, situata 7 miglia (11 km) a nord di Santa Fe nello Stato USA del Nuovo Messico. Dopo aver creato l'Associazione d'Opera del New Mexico, nel 1956, il direttore e fondatore, John Crosby, curò la costruzione del primo teatro dell'opera su un ex ranch di recente acquisizione di 199 Acri (0,81 km²).
La compagnia ha presentato opere ad ogni stagione dei festival estivi, dal luglio 1957 ed è conosciuta a livello internazionale sia per l'introduzione di nuove opere, che per le sue produzioni del repertorio operistico tradizionale. Fin dalla sua istituzione The Santa Fe Opera ha messo in scena quarantaquattro prime americane ed undici mondiali e ha commissionato dieci nuove opere.

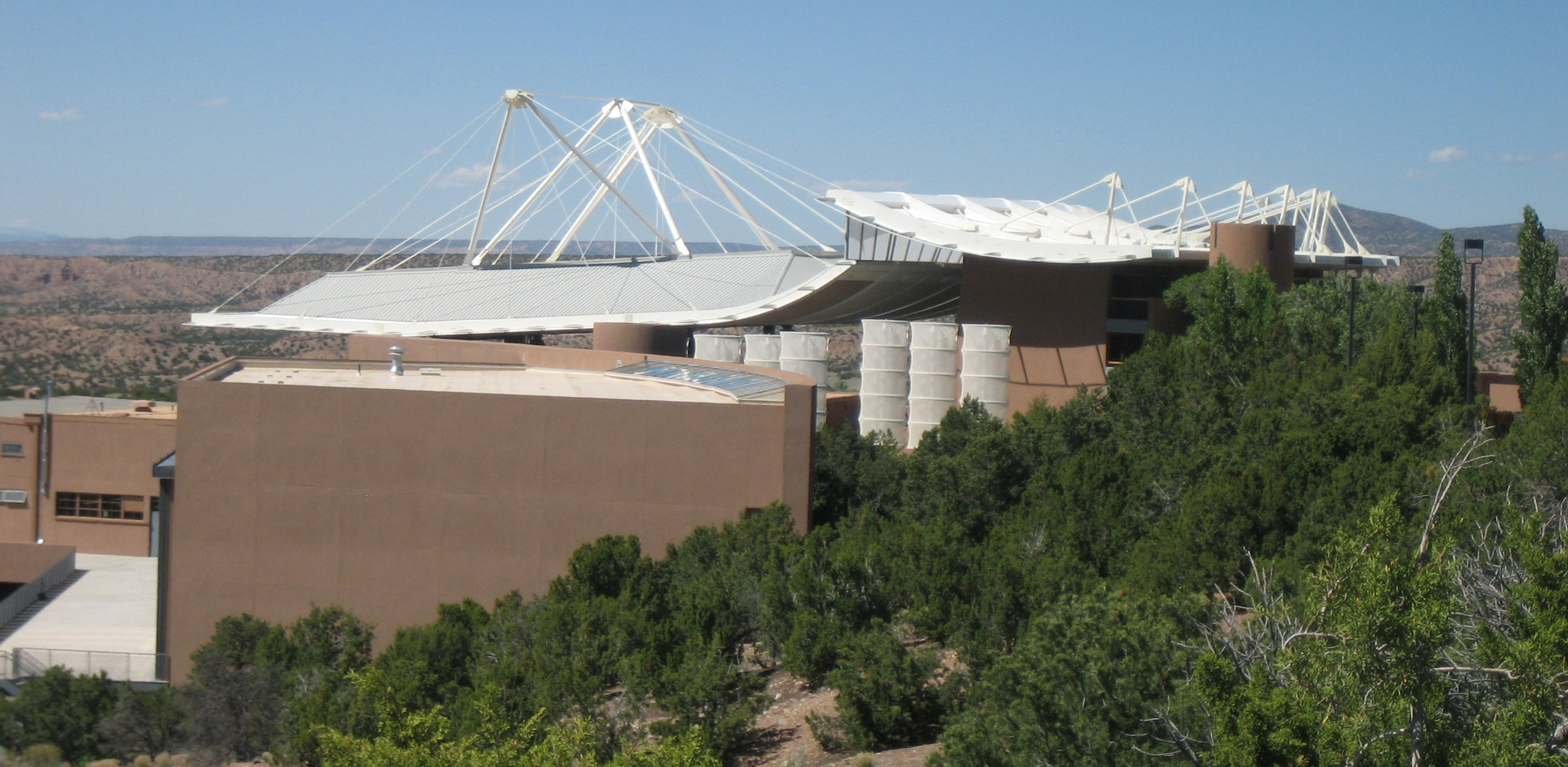
Il Teatro Crosby dell'Opera di Santa Fe visto da sud, che mostra la linea insolita del tetto e come viene sorretto. I deflettori del vento bianchi, simili a vele (al centro la distanza media) sono progettati per limitare la pioggia che entra nel teatro.

## Storia generale

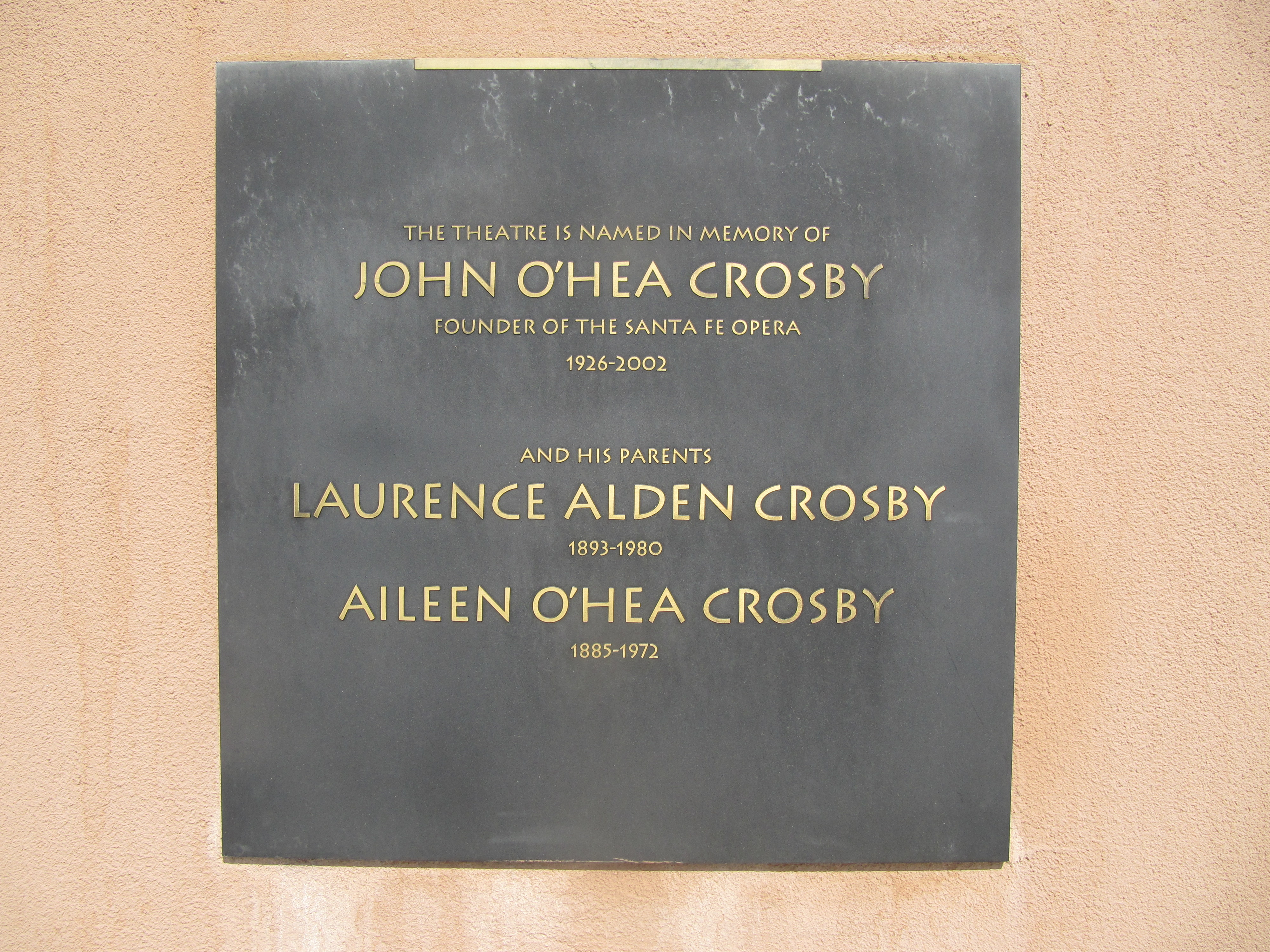
La placca esterna al Teatro Crosby che ricorda i contributi del direttore generale e fondatore, John Crosby, e dei suoi genitori Lawrence e Aileen

John Crosby, che era un direttore d'orchestra di New York, fondò la compagnia nel 1956, inizialmente con il sostegno finanziario dei suoi genitori, che contribuirono per l'acquisto del terreno e la costruzione del primo teatro dell'opera. Uno degli obiettivi era quello di offrire ai cantanti americani l'opportunità di imparare ed eseguire nuovi ruoli, pur avendo tutto il tempo per le prove e la preparazione, nel contesto di un festival estivo, con la presentazione di cinque opere in repertorio. La sua prima stagione iniziò il 3 luglio 1957, con una rappresentazione della Madama Butterfly di Puccini.
Crosby rimase come direttore generale fino al 2000, la più lunga carriera di direttore generale nella storia dell'opera degli Stati Uniti. Richard Gaddes fu direttore generale della compagnia dal 2000 al 2008. Nel novembre 2007, SFO nominò Charles MacKay terzo direttore generale, con effetto dal 1 ottobre 2008.
Oltre ad essere il direttore generale della compagnia d'opera fondata, Crosby era stato di fatto contemporaneamente il suo primo direttore principale. Alan Gilbert diventò il primo direttore musicale della compagnia dal 2003 al 2006. Kenneth Montgomery, direttore ospite a partire dal 1982, fu direttore musicale ad interim per la stagione 2007. Nel luglio 2007 Edo de Waart fu nominato direttore principale, con efficacia dal 1 ottobre 2007, con un contratto iniziale di quattro anni. Fu il primo direttore a detenere quel titolo con la compagnia. Tuttavia, nel novembre 2008, fu annunciata l'abbandono di de Waart della carica prima della fine del suo contratto, non prima della fine della stagione 2009. De Waart addusse motivi di salute e familiari per questa decisione. Nel maggio 2010, la compagnia annunciò la nomina di Frédéric Chaslin come successivo direttore principale della società, con effetto dal 1 ottobre 2010, con un contratto iniziale di tre anni. Tuttavia, nel mese di agosto 2012, Chaslin si dimise da direttore principale dell'Opera. Nel mese di aprile 2013, la compagnia annunciò contemporaneamente la nomina di Harry Bicket come suo prossimo direttore principale, con efficacia dal 1 ottobre 2013 e di Montgomery come direttore laureato per la stagione 2013. Bicket fece la sua prima apparizione come direttore principale nel mese di luglio 2014, quando diresse una nuova produzione del Fidelio di Beethoven.

## Programmazione e filosofia organizzativa
Fin dall'inizio emersero alcune caratteristiche di quella che sarebbe diventata una tipica stagione. Inizia ogni anno dalla fine di giugno o all'inizio di luglio fino alla terza settimana di agosto, con cinque opere in repertorio, presentate a rotazione.
In generale, dal momento dell'inizio di Crosby con la compagnia, due opere popolari aprivano la stagione. Una prima americana (o mondiale) era generalmente nel programma e questo comprendeva opere commissionate dalla società. Amante per tutta la vita delle opere di Richard Strauss, Crosby ne programmava regolarmente una e presentava numerose prime americane dei lavori del compositore, un esempio è la prima del 1964 negli Stati Uniti di Daphne, del 1938. Infine, la quinta opera era spesso un lavoro eseguito raramente. La stessa filosofia continua fino ai giorni nostri. Per le opere moderne, le produzioni in anteprima americana di opere contemporanee sono: The Tempest (2006) di Thomas Adès, Tea: A Mirror of Soul di Tan Dun, Adriana Mater di Kaija Saariaho, la prima mondiale del luglio 2009 di The Letter, del compositore Paul Moravec ed il librettista Terry Teachout e la prima produzione completa di Life is a dream del luglio 2010 di Lewis Spratlan. Oscar di Theodore Morrison, scritto per il contraltista David Daniels, fu rappresentata in prima mondiale nel 2013.

### Dirigenza
Direttori Generali
- John Crosby (1957–2000)
- Richard Gaddes (2000–2008)
- Charles MacKay (2008–attuale)

Direttori d'orchestra in posizioni di prestigio
- John Crosby (1957–2000, de facto direttore d'orchestra principale)
- Alan Gilbert (2003–2006, Direttore Musicale)
- Kenneth Montgomery (2007, Direttore Musicale Sostituto)
- Edo de Waart (2007–2009, Direttore Capo)
- Frédéric Chaslin (2010–2012, Direttore Capo)
- Kenneth Montgomery (2013, Direttore Laureato)
- Harry Bicket (2013-attuale, Direttore Capo)

### I Programmi Apprendista

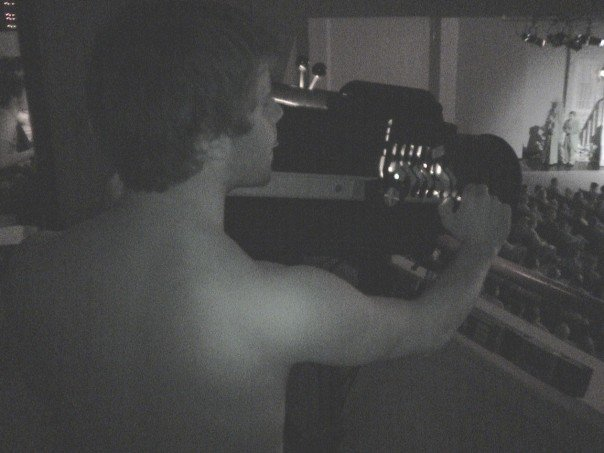
Operatore delle luci spot

Nella sua prima stagione, Crosby creò il Programma Cantante Apprendista, in base al quale a otto giovani dovevano essere pagate le spese di soggiorno e dovevano ricevere un compenso per le esecuzioni, come membri del coro e per coprire (sostituire) ruoli importanti. Insolito per l'epoca in America nel 1950, il Programma Cantante Apprendista ha aiutato giovani cantanti nella transizione da una vita accademica a quella professionale. Ad oggi oltre 1.500 aspiranti cantanti lirici hanno partecipato. Come fece notare Crosby:
Il Programma Apprendista per Tecnici fu aggiunto nel 1965.
Il programma ha obiettivi accademici formali in aggiunta all'esperienza "concreta" fornita dalla preparazione e la partecipazione a produzioni professionali. Vengono tenuti seminari e corsi di perfezionamento; i cantanti vengono allenati nella voce, nella musica, nei movimenti del corpo, viene data una consulenza sulla carriera e sulla dizione. Gli apprendisti tecnici vengono preparati con un'istruzione sui materiali scenici, sulle operazioni di palcoscenico, sulla fattura di un costume e di una parrucca, sull'arte scenica, su trucco e parrucco, servizi musicali e illuminazione.
Il programma di apprendistato per Cantanti e Tecnici prosegue ancora oggi al Santa Fe Opera. In genere, partecipano circa 1.000 aspiranti giovani cantanti e 600 tecnici; nel 2014, 43 cantanti e quasi 90 apprendisti tecnici hanno lavorato all'Opera.
I cantanti in ogni opera cantano nel coro, così come interpretano piccoli ruoli. Inoltre, gli apprendisti "coprono" anche alcuni ruoli principali e in alcune occasioni sono stati conosciuti per aver fatto esecuzioni, in sostituzione dei cantanti titolari indisposti.
Gli apprendisti tecnici esegono una varietà di funzioni dietro le quinte. Sono suddivisi in cinque squadre in servizi distinti: costumi, scenografia, impianto elettrico, le materiali di scena e messa in scena, musica. Queste cinque squadre eseguono la maggior parte del lavoro sui passaggi giornalieri tra le cinque opere della stagione estiva e occupano anche le posizioni cruciali per la gestione diretta delle produzioni. Alla fine dell'estate le squadre degli apprendisti sono invitate a candidarsi per le posizioni del personale per i due fine settimana della "Scena dell'Apprendista", una vetrina per i cantanti Apprendisti e possono servire per fare qualsiasi cosa, dai costumi e la progettazione delle luci, agli ispettori delle luci e di scena, dagli operatori delle luci spot fino a assistente direttore di scena e molto altro ancora.

### Apprendisti che hanno raggiunto grandi carriere nel canto
Alcuni dei principali nomi della lirica americana e internazionale, che furono apprendisti dal 1957, sono i soprani Judith Blegen (1961), Ashley Putnam (1973 e 1975), e Celena Shafer (1999-2000); i mezzosoprani Joyce DiDonato (1995), Susan Quittmeyer (1978), e Michelle DeYoung (?); i tenori Carl Tanner (1992,93), William Burden (1989-1990), Richard Croft (1978), Chris Merritt (1974-1975), e Neil Shicoff (1973); i baritono David Gockley (1965-1967, che è diventato direttore generale della Houston Grand Opera e, dal 2005, la San Francisco Opera) e Sherrill Milnes (1959); e i bassi Mark Doss (1983), James Morris (1969) e Samuel Ramey (1966).
Molti degli ex cantanti apprendisti sono tornati a svolgere ruoli importanti nella società. Notevole in questi ultimi anni sono stati Mark Doss nel Faust del 2011 (Mephistofeles); Joyce DiDonato nel Cendrillon del 2006 (e di nuovo nel 2013 in La donna del lago); Chris Merritt anche nel 2006 in The Tempest; Carl Tanner nella produzione 2005 di Turandot; e Joyce El-Khoury (nel 2006 e 2008 cantante apprendista) come Micaela nella produzione 2014 di Carmen.

## Teatri e altri impianti

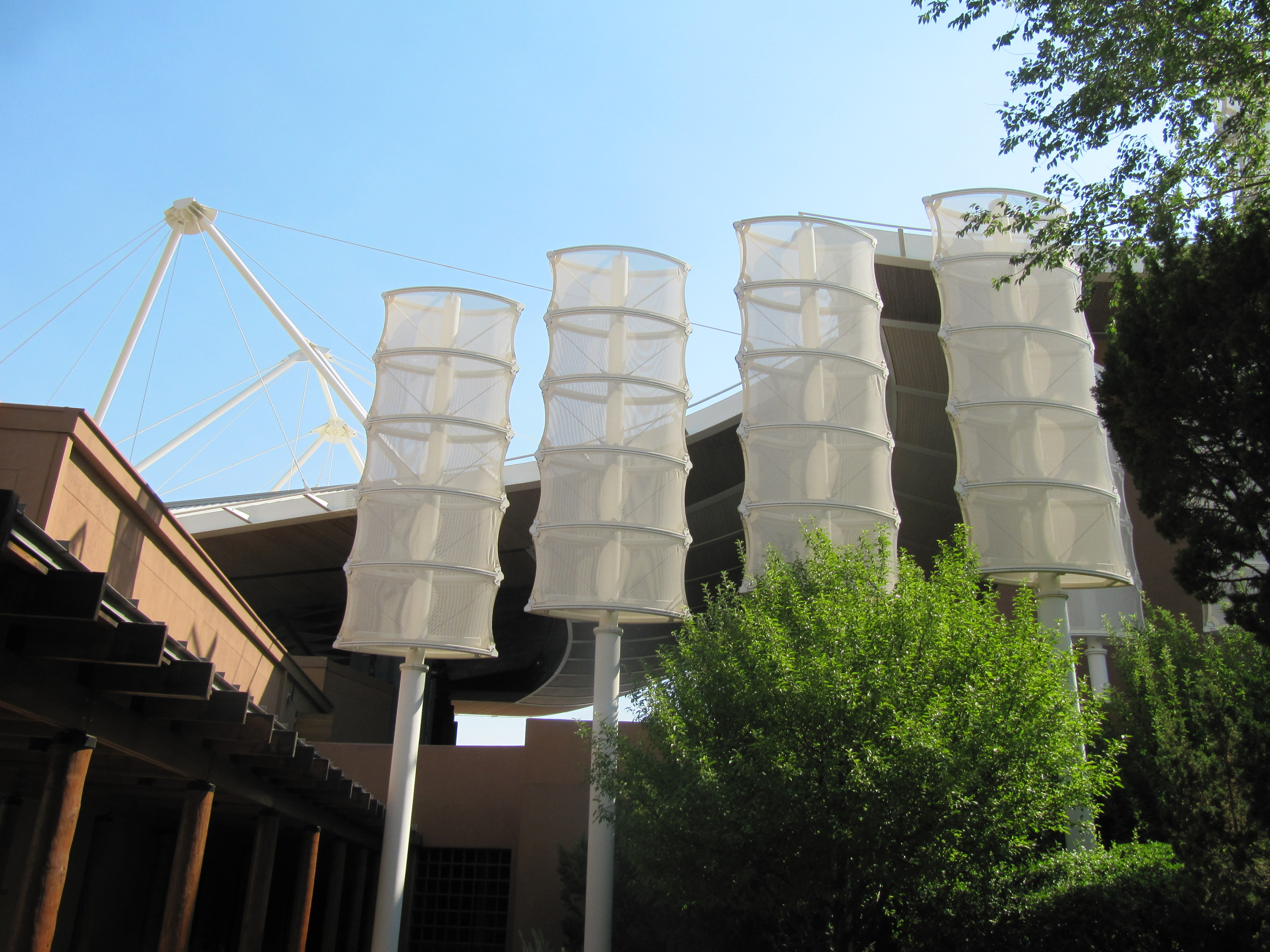
Deflettori per vento e pioggia nel lato sud del teatro

Ci sono stati tre teatri sul presente sito di Santa Fe Opera, di circa (ora) 150 acri di terra. Ognuno fu localizzato nello stesso sito su una mesa, con il pubblico rivolto a ovest verso un orizzonte in continuo cambiamento di tramonti e temporali, spesso visibili in molte produzioni in cui non vengono utilizzati i fondali. Nel corso degli anni, a causa dell'esposizione del primo e del secondo teatro agli elementi, tempeste di pioggia hanno inzuppato il pubblico e i membri dell'orchestra (oltre a minacciare i loro strumenti), richiedendo occasionali cancellazioni, rinvii, o intervalli prolungati. Questo fatto (oltre a molti altri, come ad esempio il desiderio di migliorare l'acustica, per rispettare l'Atto per Americani con Disabilità, per migliorare le strutture del pubblico e per mettere a disposizione più posti a sedere), ha portato alla necessità di ricostruire il terzo teatro.
Tre caratteristiche base di ciascuno dei teatri è stato il fatto che, a differenza di un teatro d'opera convenzionale o di un teatro per recite, non esiste un sistema aereo per consentire allo scenario di essere calato dall'alto, non c'è arcoscenico (e quindi non c'è tenda né mezzi per proiettare sopratitoli), i lati del teatro sono aperti e la parte posteriore del palco può essere completamente aperta verso ovest per permettere la visuale verso ovest.
Gli spettacoli cominciano vicino al tramonto, in modo che l'illuminazione delle produzioni non sia compromessa dai lati del teatro essendo aperto verso l'esterno, anche se a partire dalla stagione 2011 l'ora di inizio è stata spostata di una mezz'ora dalle 9:00 iniziali. Un aspetto sociale relativo all'ora di inizio degli spettacoli riguarda la necessità di dare ai frequentatori dell'opera l'opportunità di osservare i tramonti del New Mexico stagliati contro il paesaggio circostante e la tradizione di un pasto alla buona in auto.

### Il teatro originale, 1957 to 1967

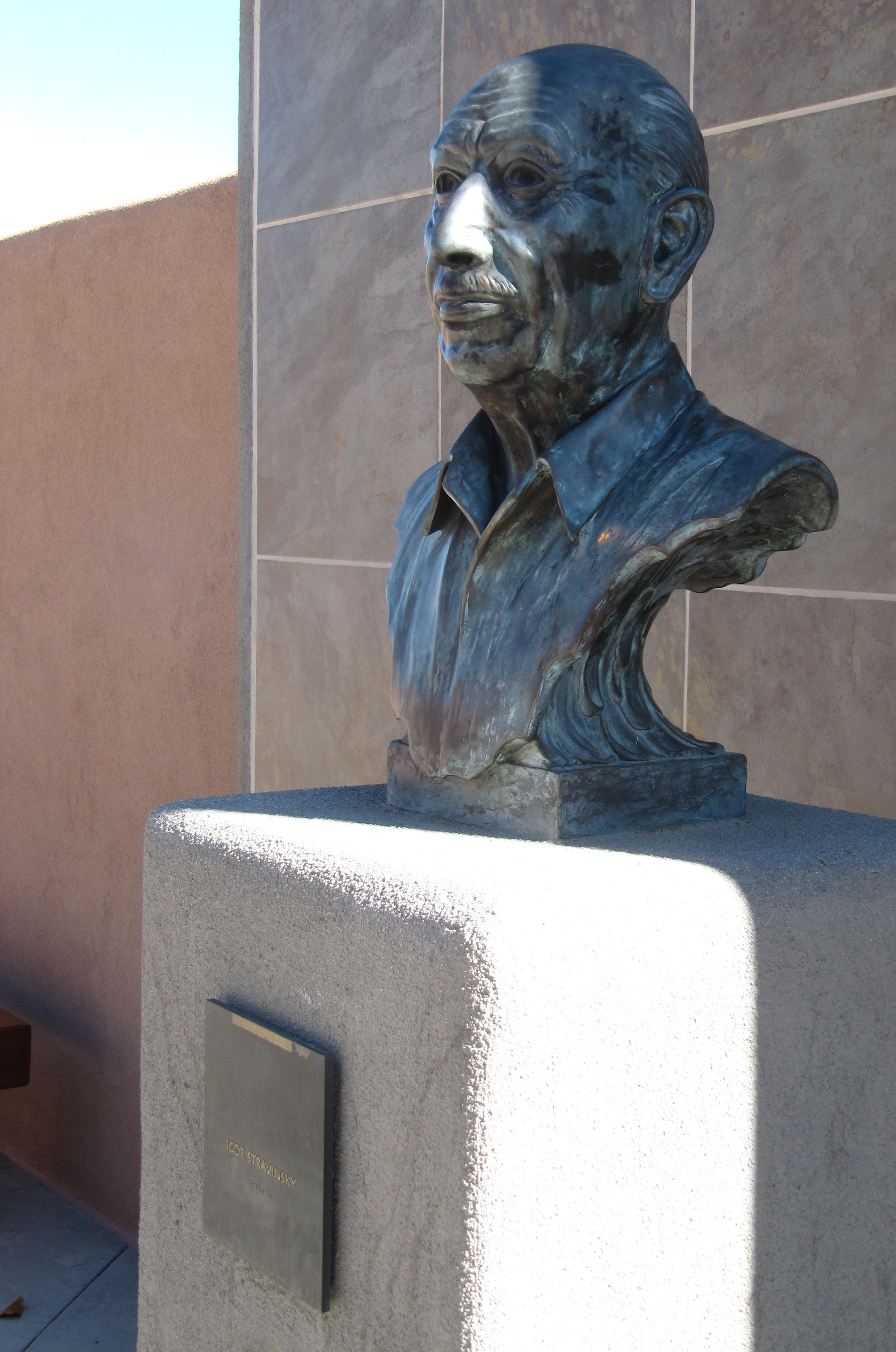
Busto di Stravinsky sulla terrazza Stravinsky

Il teatro totalmente open-air è stato progettato per ospitare 480 persone ed è stato costruito per $ 115.000 su un sito accuratamente selezionato da Crosby ed un suo amico esperto di acustica, che sparò una serie di colpi di fucile fino a trovare il luogo naturale perfetto per un teatro all'aperto. È stato "l'unico teatro all'aperto in America progettato esclusivamente per l'opera". Le persone del pubblico sedevano su delle panchine. I calcoli di progettazione architettonica per il teatro furono eseguiti da un ingegnere strutturale, Sergio Acosta, un immigrato di Panama che si era laureato presso l'Università del Texas e risiedette ad Albuquerque, Nuovo Messico, dal 1948 fino alla sua morte all'età di 78 anni.
Questa era la posizione dello spettacolo inaugurale della serata di apertura il 3 luglio 1957. Madama Butterfly eseguita ad una folla tutto esaurito. Entro la fine della stagione di otto settimane, le 12.000 persone che avevano partecipato avevano rappresentato per le vendite il 90% della capacità.
Nel 1965 fu aggiunto un soppalco, ma il 27 luglio del 1967, alla quarta settimana della stagione, un incendio demolì il teatro, costringendo la compagnia a servirsi di un liceo locale del centro per il resto della stagione. Dallo Sweeney Gymnasium crearono la "Sweeney Opera House" e completarono la stagione, anche senza la maggior parte dei costumi o dei settaggi originali. Una vasta operazione di raccolta fondi ebbe luogo, sostenuta da Igor Stravinsky, e furono raccolti $ 2.4 milioni per ricostruire il teatro in tempo per la stagione successiva.

### Il teatro ricostruito, 1968 to 1997

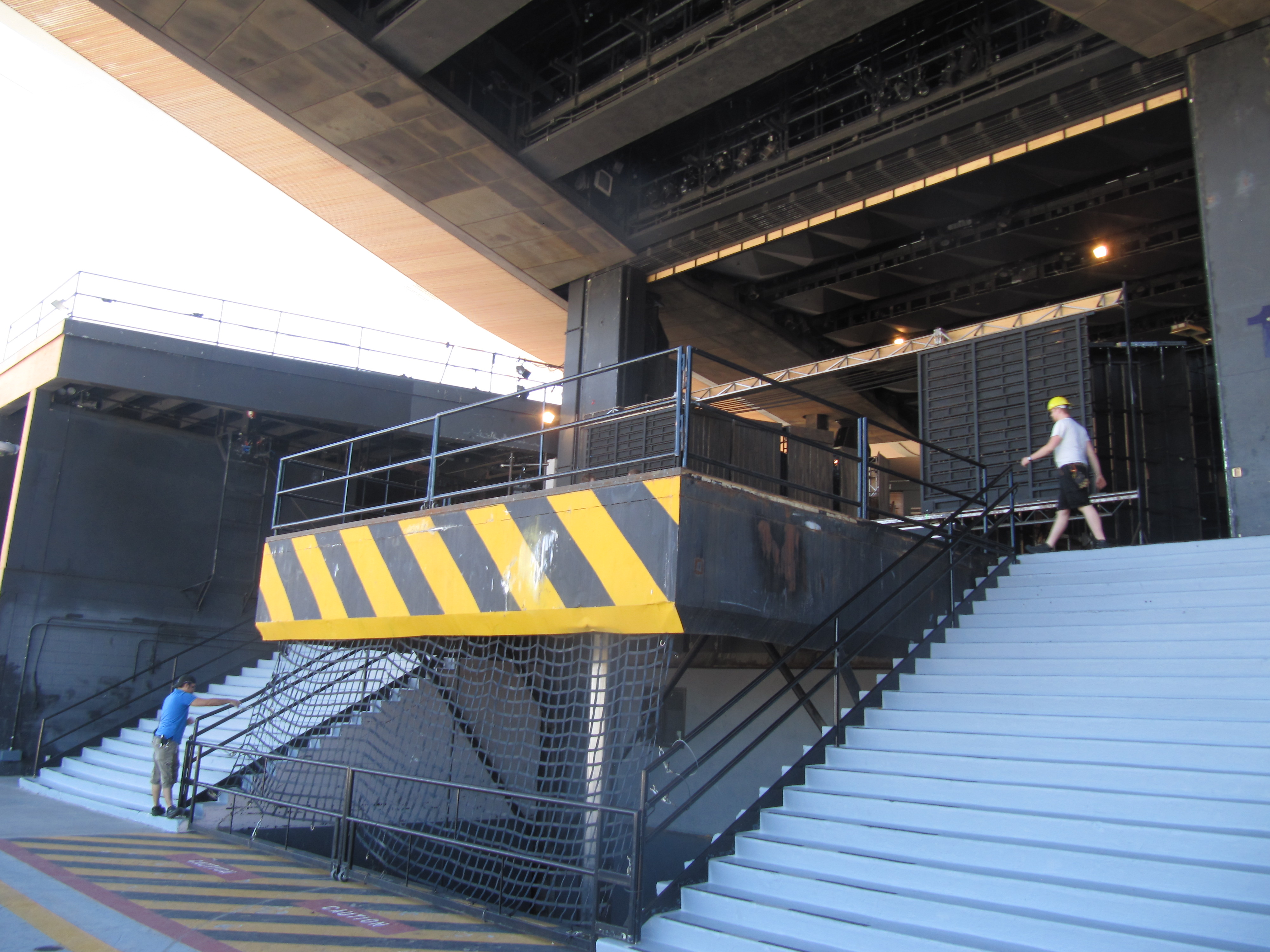
Costruito per il teatro del 1968 e conosciuto come il B-Lift, questo ascensore solleva gli scenari dall'area di stoccaggio tre piani sotto il palco al livello del palcoscenico

Il secondo teatro, un nuovo ambiente open-air con 1.889 posti a sedere, fu pronto per l'inizio della nuova stagione il 26 giugno 1968. Proprio come nella serata di apertura della compagnia del 1957, presentò Madama Butterfly di Puccini.
Il nuovo teatro fu progettato dallo studio di Santa Fe di McHugh e Kidder. Una delle sue caratteristiche principali era l'apertura parziale del tetto verso il centro della sezione dell'orchestra, permessa dalla curvatura, inclinata verso il pubblico, del tetto del palcoscenico e la spinta in avanti del soppalco e del tetto posteriore dell'orchestra. Inoltre, i lati dell'auditorium erano aperti, così come la parte posteriore del palcoscenico (anche se le porte scorrevoli sono chiuse). È prevista una spettacolare vista verso ovest - oltre a dare ad alcuni membri del pubblico in posizione centrale una visione del cielo notturno.
La maggior parte delle strutture del backstage del nuovo teatro, compresa la costruzione delle scene e lo stoccaggio e la produzione di costumi e oggetti di scena, furono effettivamente costruiti sotto il livello del palco al fine di preservare la vista aperta a ovest. Inoltre era compreso un ascensore di grandi dimensioni, che si trova subito dietro il palco e conosciuto come il "B-Lift" ed è diventato il mezzo con cui lo scenario può essere spostato su di un livello dal laboratorio di costruzione delle scene al palcoscenico o verso l'alto o verso il basso di due livelli da o verso il grande deposito delle scene situato a tre livelli sotto il palcoscenico. L'ascensore è ancora in funzione.

### Il teatro Crosby, dal 1998

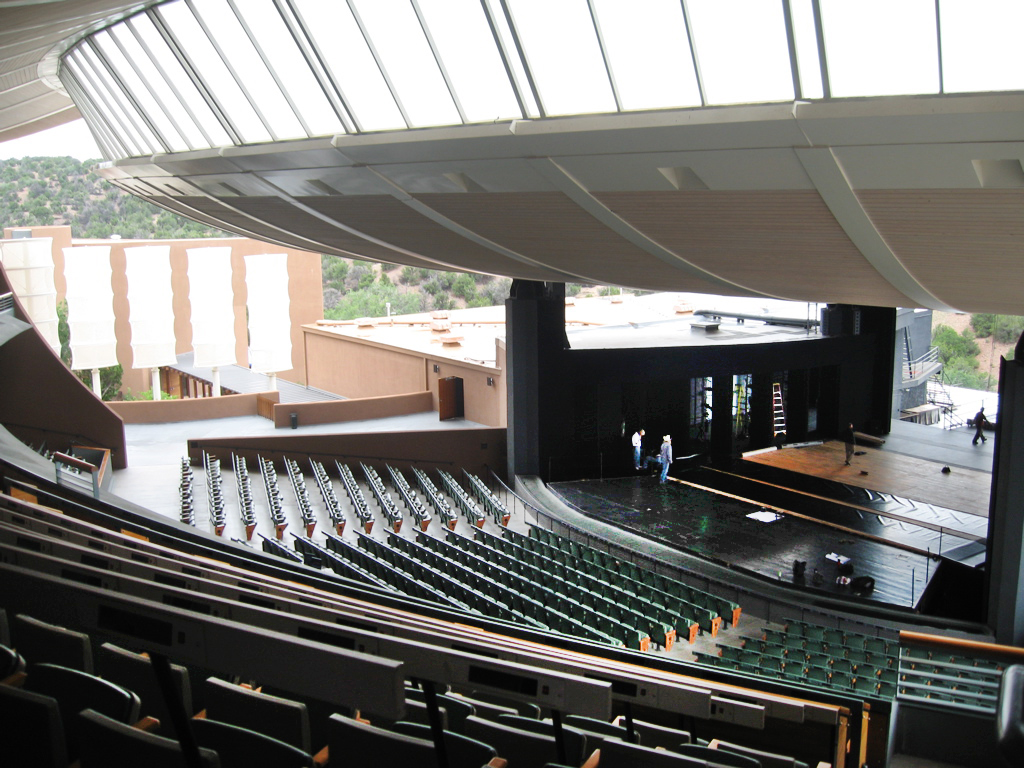
Interno del Teatro Crosby. Sulla sinistra sono visibili i deflettori bianchi a vento tipo vela, la finestra cleristorio fornisce la luce, e la parte posteriore del palcoscenico è aperta.

Ribattezzato "Il Teatro Crosby" (dopo la morte del fondatore nel 2002 e anche per riflettere il contributo di entrambi i suoi genitori nel sostenere l'Opera Festival), l'attuale teatro è stato progettato dallo studio di architettura guidato da James Polshek di New York.
Fu costruito durante la vasta ricostruzione che seguì l'abbattimento della sala del teatro del 1968, alla fine della stagione lirica alla fine di agosto 1997. Il palcoscenico e i servizi di backstage, come spogliatoi e laboratorio di costumi, così come il laboratorio per la costruzione delle scene sono rimasti al loro posto. Il nuovo teatro fu completato in dieci mesi per l'apertura di una nuova stagione ai rpimi di luglio 1998. Come le precedenti serate di apertura del 1957 e del 1968 fu caratterizzata da una esecuzione di Madama Butterfly questa volta cantata da Miriam Gauci, il soprano maltese che aveva debuttato nello stesso ruolo presso l'OSF nel 1987.
Con meno problemi legati alle tempeste (e, con un tetto del palcoscenico più alto che forniva una migliore visione del paesaggio verso ovest), il teatro ora può ospitare 2.128 persone, oltre a 106 posti in piedi, anche se ha un aspetto sorprendentemente intimo. Si aggiunge una struttura di copertura più ampia e completa, con le nuove porzioni posteriori sostenute da cavi anteriormente e unite insieme con una finestra lanterna. Questo offre protezione dal cielo, ma con i lati restanti aperti agli elementi. La presenza di deflettori del vento e, dal 2001, della Stieren Hall, la sala delle prove dell'orchestra, ha contribuito a migliorare l'esposizione verso sud, lato sopravvento della platea.
Nel 1999, come alternativa all'installazione di un sistema di traduzione utilizzando la sopratitolatura proiettata (nota anche come sottotitoli), fu installato un sistema elettronico di titoli nel Teatro Crosby. Inventato da Figaro Systems di Santa Fe (e solo il secondo installato dopo il MetTitles del Metropolitan Opera nel 1995), il sistema prevede piccoli schermi elettronici rettangolari davanti alla poltrona di ogni spettatore, mostrando una traduzione in due righe del testo cantato sia in inglese che in spagnolo. Il sistema ha la possibilità di gestire fino a sei lingue.

### Sala Stieren dell'Orchestra

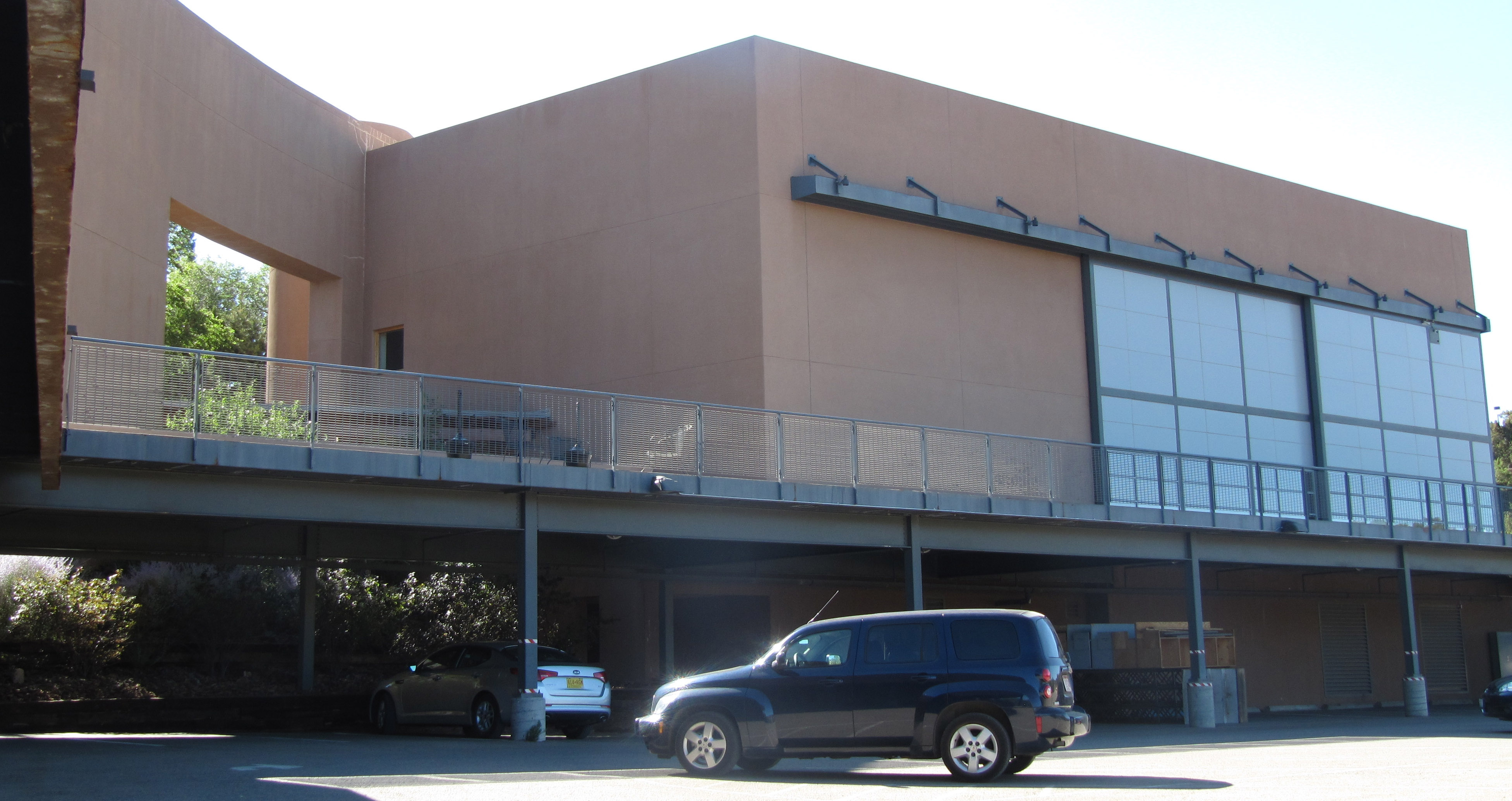
Vista posteriore della Stieren Hall a 3 livelli, con le sue grandi porte per accogliere grandi pezzi di scenario spostato lungo il ponte contiguo al teatro

Completato per la stagione 2001 con il patrocinio di Arthur e Jane Stieren, la sala soddisfa la necessità di lunga data per una sala per le prove dell'orchestra. Costruita su tre livelli per un totale di 12 650 piedi quadri (1 175 m²), l'edificio è utilizzato anche per conferenze, recital, ed eventi sociali.
Sul suo livello più alto guide su rotaie fissate al soffitto indicano le dimensioni del palcoscenico principale del teatro e le ali fuori scena. Questo permette di inserire gli scenari in modo corretto, con accesso tramite grandi porte scorrevoli dal livello del ponte delle scene, permettendo così la messa in scena delle prove completa. Il livello superiore contiene sale prove per le prove faccia a faccia dei cantanti, mentre il livello inferiore è dotato di un ampio impianto di stoccaggio per i costumi con aria condizionata.

### Sale delle prove

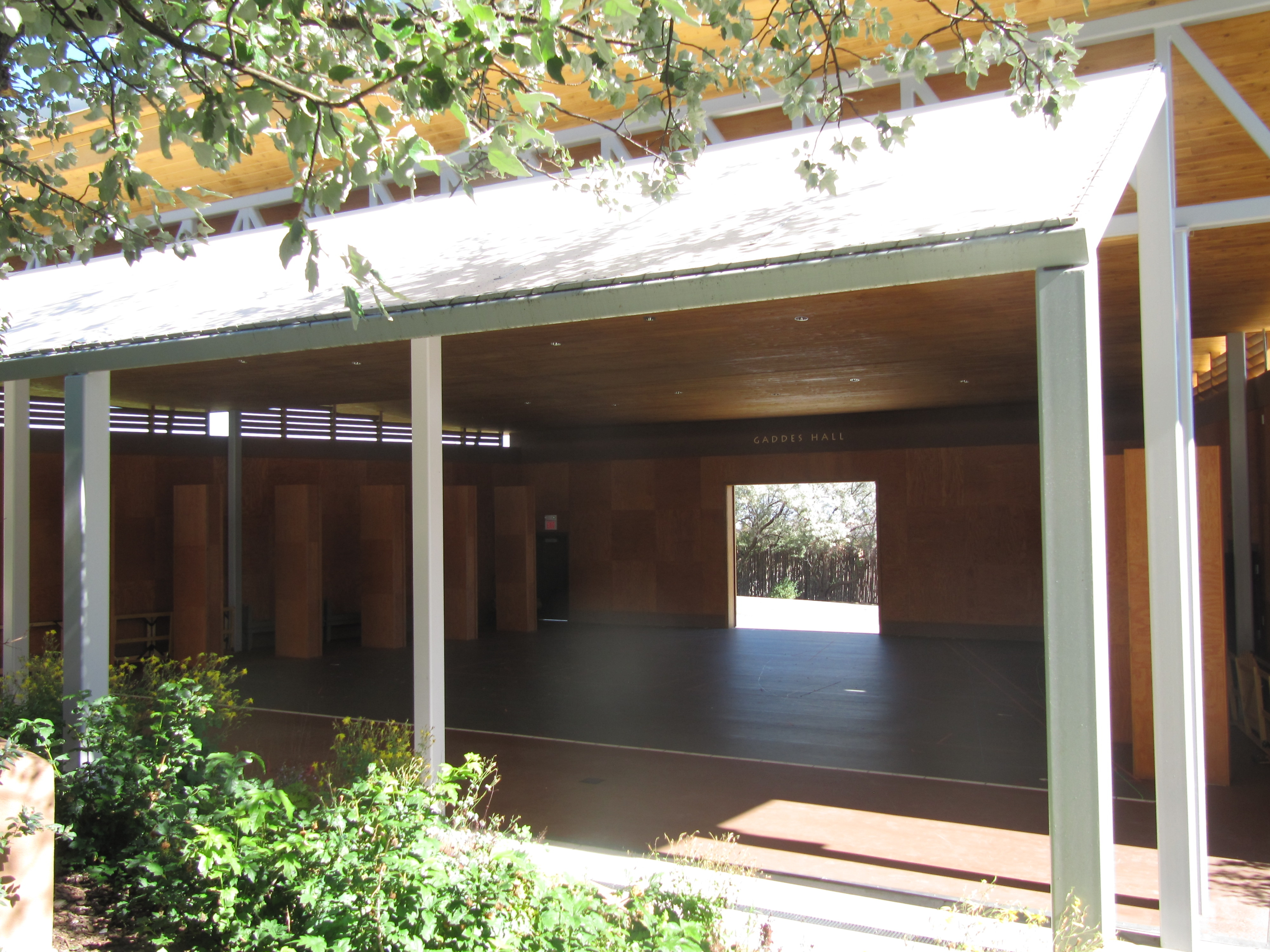
Gaddes Rehearsal Hall

Ci sono otto sale prove nell'area del campus. Esse variano di dimensioni dalla riproduzione su vasta scala del palcoscenico del Teatro Crosby, fino ai singoli studi per l'allenamento dei cantanti faccia a faccia. Del primo gruppo, il più nuovo, completato per la stagione 2010, è la Richard Gaddes Rehearsal Hall. Essa integra l'esistente O'Shaughnessy Hall, di grandi dimensioni, che è stato riabilitata per la stagione 2012. Inoltre altri sei sale di diverse dimensioni permettono diverse produzioni recitate simultaneamente.

### Padiglione Dapples, la nuova cantina

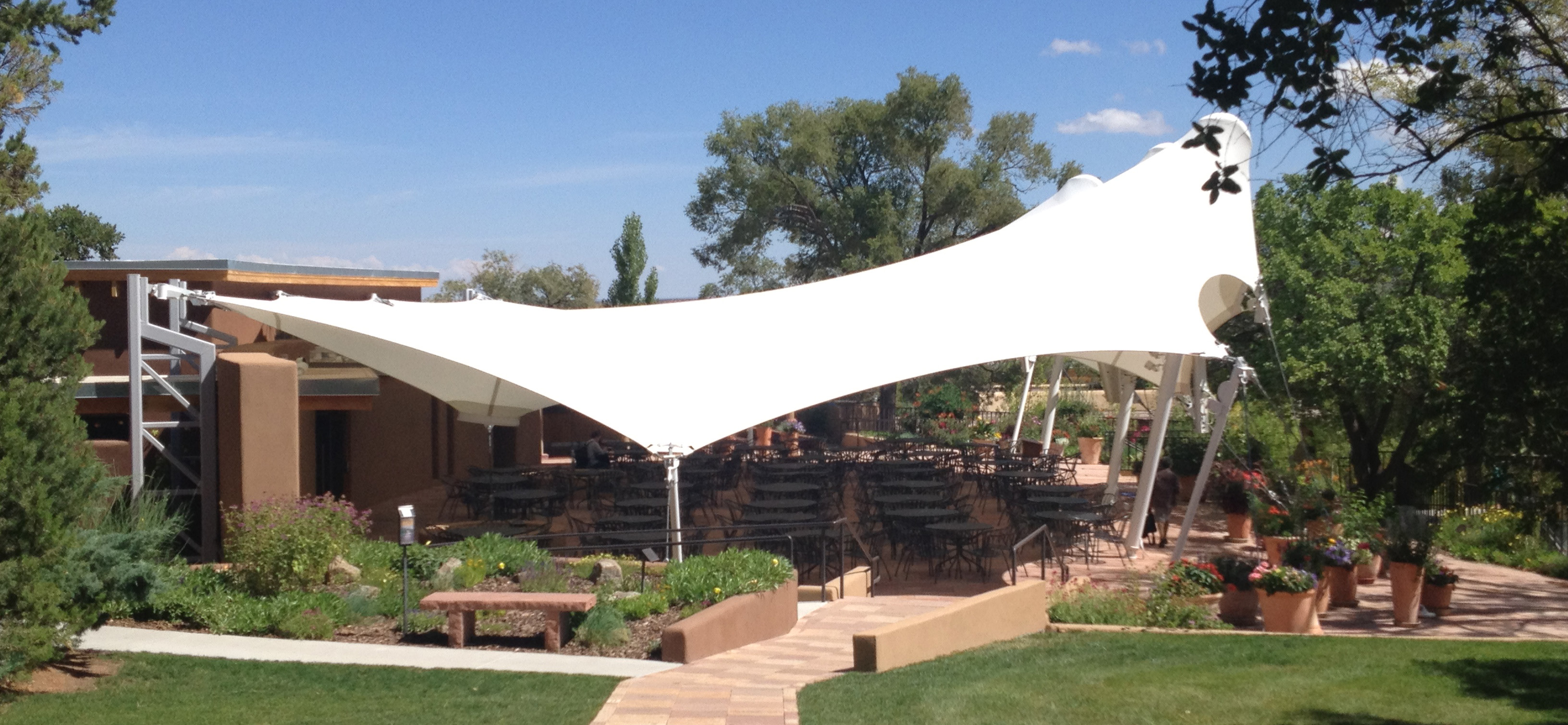
Dapples Pavilion

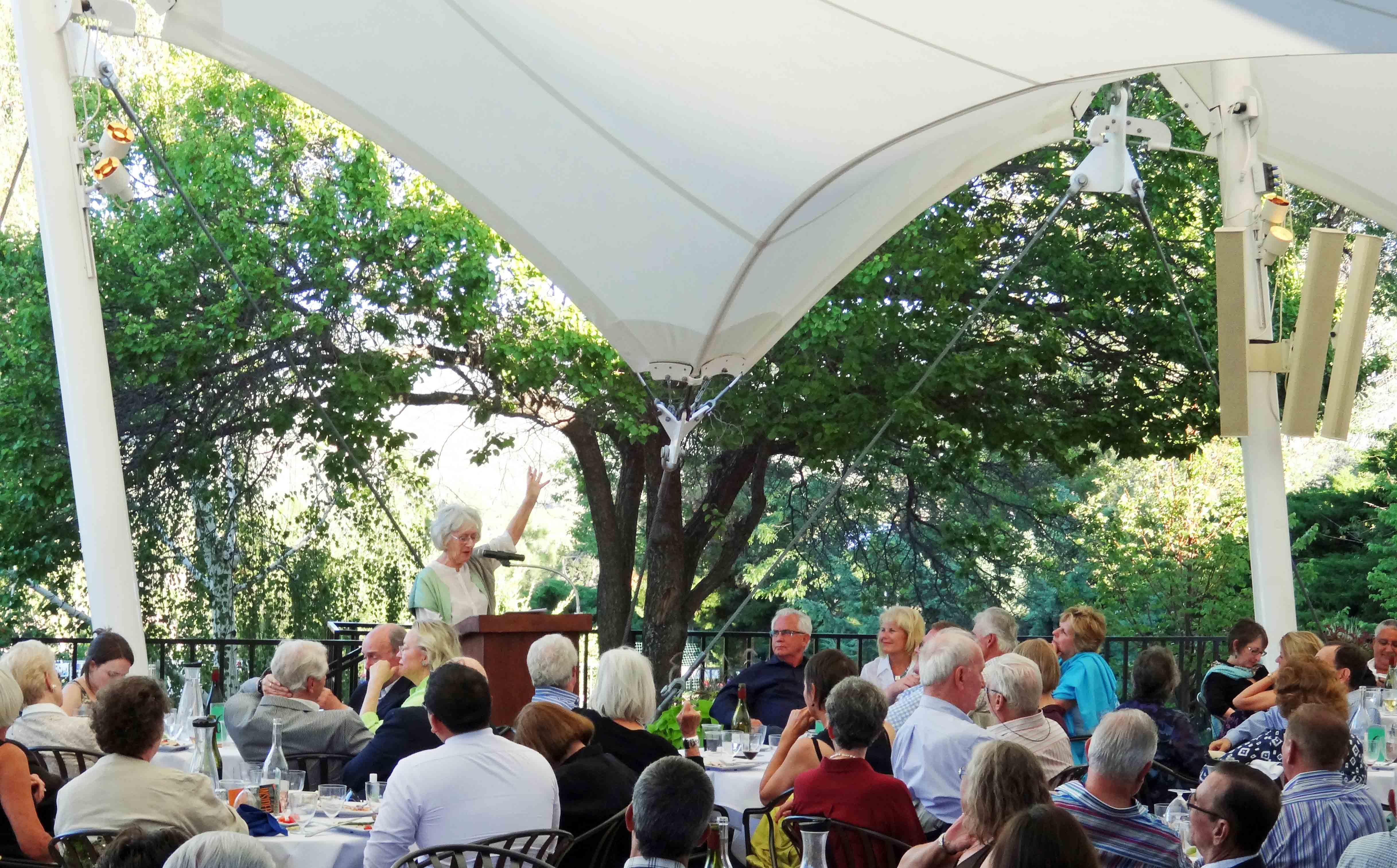
Dapples Pavilion during the pre-performance Preview Dinners with speaker Desirée Mays (arm raised)

La "cantina" originale datata 1970 fu completamente abbattuta dopo la stagione 2007 e fu completata la costruzione di una nuova, in tempo per l'apertura della stagione 2008. Essa contiene una cucina moderna, nuove stazioni di servizio, e in generale una buona protezione dalla pioggia per i suoi clienti. Il tetto inarcato soddisfa le linee architettoniche del Teatro Crosby ed ha qualche somiglianza con la linea del tetto dell'aeroporto di Denver.
Oggi conosciuto come Padiglione Dapples (dal nome lungo tempo sostenitore di Firenze Dapples), l'approvvigionamento alimentare della cantina per la stagione e le bevande per il personale e gli artisti dalla prima colazione a metà pomeriggio. Inoltre, funziona come luogo per i Buffet delle Prime nelle pre-esecuzioni, per un massimo di circa 200 membri del pubblico la sera. La serata prevede un discorso introduttivo all'opera della serata.